# Cnaphalocrocis didialis
Cnaphalocrocis didialis là một loài bướm đêm trong họ Crambidae.